# 3Xtrim Aircraft Factory
3Xtrim Aircraft Factory is een Poolse vliegtuigbouwer, opgericht in 1996 als Wytwórna i Naprawa Konstrukcji Lekkich, werd afgesplitst van zweefvliegtuigfabrikant PZL-Bielsko om zich geheel te concentreren op het produceren van de 3Xtrim, een ultralicht vliegtuig. Het bedrijf is sinds november 1999 bekend onder zijn huidige naam.